# Xylotrechus albonotatus
Xylotrechus albonotatus là một loài bọ cánh cứng trong họ Cerambycidae.